# ناثانيل ريد
ناثانيل ريد (بالإنجليزية: Nathaniel Reed)‏ هو عالم بيئة أمريكي، ولد في 22 يوليو 1933، وتوفي في 11 يوليو 2018.

## وصلات خارجية
- الموقع الرسمي